# Родна кућа Аксентија Мародића
Родна кућа Аксентија Мародића се налази у Суботици, у улици Ватрослава Лисинског бр. 9. Данас се ова кућа налази под заштитом државе и представља културно добро од великог значаја.

## Изглед куће
Од првобитног изгледа родне куће Аксентија Мародића, која има две просторије са дограђеним делом за кухињу, сачуван је део дворишног зида са прозором. Првобитни габарит куће је измењен, а са уличне стране дограђена су два већа прозора са шестоделном поделом окана. Кровиште је покривено црепом, а са дворишне стране линија зида се ломи под углом, те се претпоставља да је угаони део накнадно дограђен. Увидом у катастарски премер из 1838. године, на овом месту се налазила сувача. Кућа има две просторије са дограђеним делом за кухињу.
Сам објекат нема архитектонске вредности.